# 贺卫方

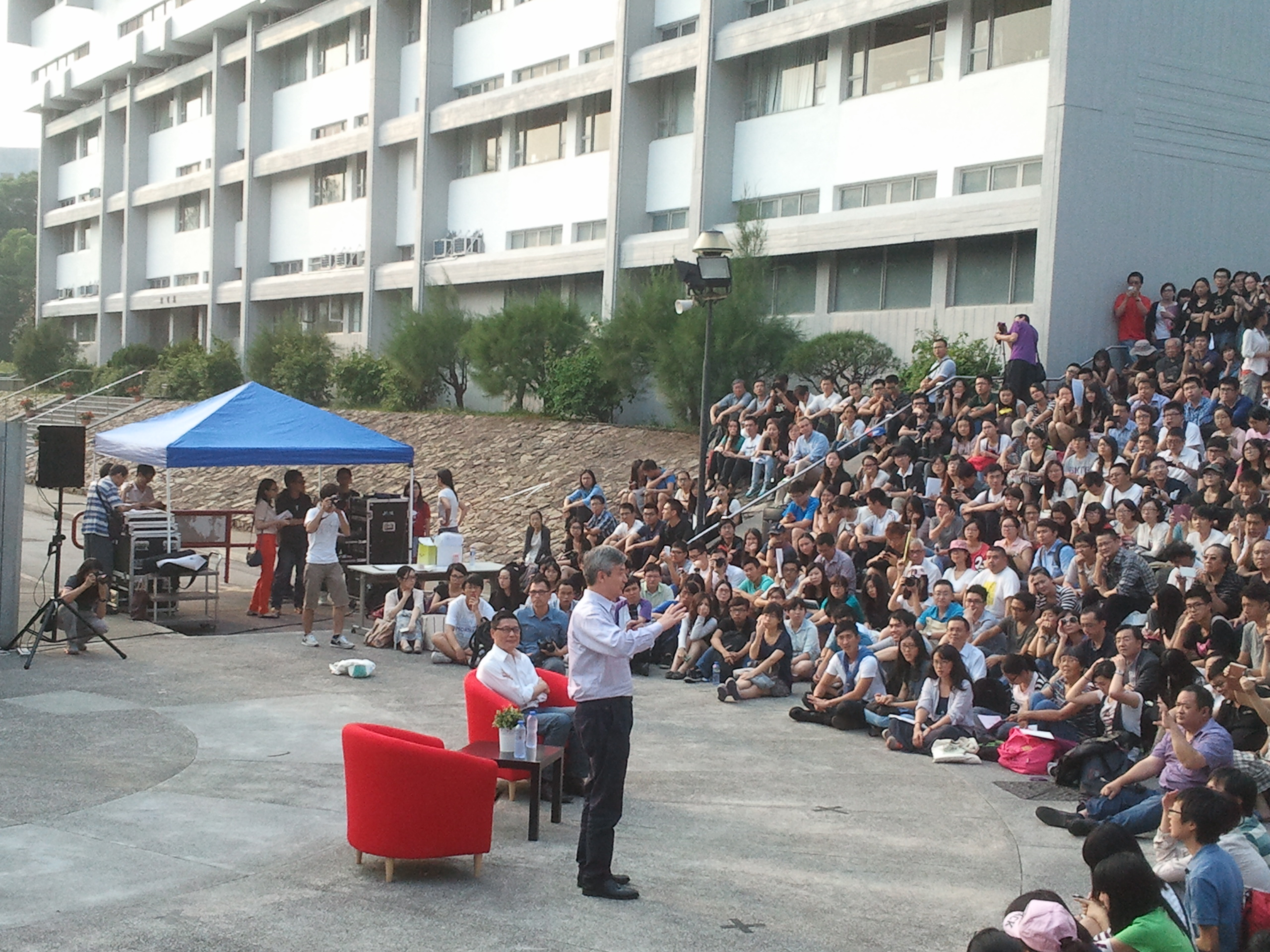
贺卫方和陳健民教授在香港中文大學新亞書院出席論壇

贺卫方（1960年7月17日—），网名守门老鹤，山东牟平人，中共党员，法学家、自由派公共知识分子，北京大学法学院教授、博士生导师，研究方向为法律史，天则经济研究所特约研究员，《中外法学》前主编，持废除死刑立场。

## 生平
1960年贺卫方出生，是家中二子。从小被父亲培养读报的能力，6岁时读小学，“没接触过唐诗宋词，只接触过毛泽东的诗词，没接触过古典的戏剧，只知道毛泽东夫人（江青）推动的样板戏”。10岁时曾任军医的父亲不堪文革激烈批斗折磨，自杀身亡，被定调为「自绝于党、自绝于人民」。文革无书可读，十分苦闷，“读了一些流行的革命小说，都是完美的英雄人物。也喜欢看电影剧本”。
1978年─1982年西南政法学院（今西南政法大学）本科生，1982年─1985年，北京政法学院（今中国政法大学）外国法制史专业硕士研究生。1985年─1995年，在中国政法大学任教，后转入北京大学任教。1996-1997年，哈佛法学院访问学者。
1998年，在《南方周末》应邀发表“法眼”法学专栏，首篇《复转军人进法院》引起轩然大波，主旨为复转军人不应当成为法官，除非他们从前受过系统的法律教育，并且符合法官任职的其他要求。解放军中校编辑曹瑞林随即在《中国国防报》和长沙的《军事博览报》发文《复转军人缘何不能进法院》驳斥该文否定他们为国家政法战线做出的历史贡献，称其为法院的“包袱”，指出中国律师资格考试自全军统一组织军人参加以来，及格率高于全国平均水平，强调军官转业安置政策的合理与必要性。
该文引发社会对中国司法执业制度的关注和思考，朱苏力认为该文观点正确，强调今天的法院已经不同于新中国前30年时期的法院（“无产阶级专政的工具”），有评论认为其促进确立2000年7月起司法执业门槛（即法学本科与国家司法考试制度）的改革。中国法院网则引论坛内容批评该文和《海口中院演讲》为“文凭至上”和“精英治国”论。
2003年，就孙志刚事件与另外几位教授上书，建议启动宪法规定的“特别调查委员会”。
2005年6月23日，公开声明暂停招收硕士生，被认为是对现行招生体制的质疑。2005年12月25日，就武汉大学学术委员会副主任周叶中剽窃事件发表文章“周叶中教授事件及其他”，严厉声讨学术腐败。
2007年2月，其讲述章诒和著作的貼子（发表在新浪博客上）被无故删去，贺与三位人士发表抗议声明。2007年底，浙江大学光华法学院院长孙笑侠邀请时为北京大学法学院教授的贺卫方加入光华法学院，以期共同实现教授治校的理想。2008年7月，《南方周末》、《中国青年报》等媒体报道了贺卫方将辞去北大教职南下浙大。11月，华东政法大学杨师群教授在自己的博客上称，辞去北大教职的贺被浙大拒收。几日后，贺卫方在博客里委婉向外界表示自己没有去浙大，仍然居住在北京。
2008年12月10日，賀衛方和303位中國各界知識份子共同簽署《零八憲章》，呼籲中國實行民主憲政。2008年12月16日，北京大学法学院院长朱苏力表示贺卫方已回北大任职。2009年3月，重返北京大学法学院，被派往新疆石河子大学支教。
2011年1月，回到北京大学继续任教。2011年4月，贺卫方发表《致重庆法律界的一封公开信》，就当时重庆的唱红打黑运动发表了个人看法。并告诫王立军，没有独立司法就没人是安全的。
2013年3月，贺卫方、张思之、吴思等人参加德国伯尔基金会的辩论时，贺卫方指出：“中国可能出现像苏联的戈尔巴乔夫那样的领导人，追求民族的整体利益和内心的美好价值，一开始他们可能偷偷做，外界看不大出来，等到出头，大家才发现社会早就变了。”6月4日，贺卫方接受采访新加坡联合早报采访时，表示希望中国共产党带领中国社会转向北欧模式的社会格局，并把自己改造成为一个社会民主党，然后承认一种竞争性的政治的合理性。并称这就是他的中国梦。
2017年5月，贺卫方表示，由于中共当局对言论自由的打压达到几十年来空前严厉的程度，他个人新浪微博被禁言、部落格不許更新、微信公眾號被封，因此未来无法再在社媒上发声，也不会在广大中国读者无法接触到的海外社媒平台上撰文。
2019年9月26日，賀衛方個人微信帳號遭到永久封號。其後屢次更換微信號，截至2022年年初，其微信號已被封禁6次。

## 观点
贺卫方主张废除死刑，认为死刑的威慑功能是不能证明的迷信、无法避免错案的发生、死刑的残酷超出想象，死刑犯无法面对第二天的死刑。认为废除死刑是中华民族走向文明的一大步。
贺卫方认为中国的科举制度造成了太多的阶层流动，阻碍了稳定的精英阶级形成，社会原子化无法对抗皇权高高在上，无法进行有效的利益和阶级整合。日本没有学习科举考试特别值得中国反思，日本稳定的阶级结构也造就了工商业必然的发达，明治维新的成功都根植于这样的历史背景。
2013年，贺卫方在一场文化沙龙上称，中国没有形成西式法治秩序，是因为2000年前就走错了路。他还宣称，西方对中国近代以来的欺凌，是清政府欺负西方人的结果。

## 声誉
2001年第一期《中国青年》把他列为“将影响21世纪中国的100个青年人”之一，2011年度美国《外交政策》“全球百大思想家”之一。
根据維基解密披露的信息，贺卫方经常受到美国使领馆就中国司法改革、政治情势、舆论热点等方面的交流与咨询，如一份2009年8月27日名为“Obstacle to Judicial Reform in China”的文件显示，贺是其受保护（protect）人员，部分网络观点因此诟病贺为美国“线人”，对其造成负面声誉影响。

## 著作
- 《司法的理念和制度》
- 《法边馀墨》
- 《具体法治》
- 《运送正义的方式》
- 《超越比利牛斯山》
- 《四手聯彈》（與章詒和合著）
- In the Name of Justice: Striving for the Rule of Law in China, BROOKINGS INSTITUTION PRESS 2012.11.5.
- 《逍遥法外》
- 《石河子札记》